# 蘭斯庫·阿瓦·克羅斯之戰
《蘭斯庫·阿瓦·克羅斯之戰》（英語：The Battle of Ranskoor Av Kolos）是英國科幻電視劇《異世奇人》系列11的第10集，是整個劇集的第286個故事，於2018年12月2日在英國廣播公司第一台首播。本集由艾德·希姆編劇，傑米·蔡爾茲執導。
本集在英國播出當晚的收視人數為532萬，總收視人數為665萬。

## 故事梗概
塔迪斯收到來到蘭斯庫·阿瓦·克羅斯星球的呼救信號，大氣層中充斥著強烈的精神波，能夠干擾人類大腦、扭曲現實，使情緒極端化。博士給自己和同伴們佩戴了神經穩定器以抑制這種影響。之後他們來到一架飛船內，遇到了短暫失憶的船長帕特奇。此時一段視頻通話傳來，蒂姆·肖綁架了飛船上的其他船員，要求帕特奇交出一件物品——漂浮在安全殼內的岩石，以換取船員的性命。眾人兵分兩路，格雷姆和瑞恩負責營救船員，博士、婭斯敏和帕特奇尋找蒂姆·肖。博士一行人遇到了烏克斯人安迪尼奧和德爾斐，以及被流放到此的蒂姆·肖。蒂姆·肖被困在這顆星球上，被烏克斯人誤認為是他們的「造物主」。蒂姆·肖藉此讓烏克斯人將星球縮小至乒乓球大小，博士需要交出的物品正是其中之一，婭斯敏和帕特奇發現了其他類似的被縮小的星球。蒂姆·肖準備縮小地球，博士說服了烏克斯人中止這個進程，並幫助博士將星球全部恢復原狀。格雷姆和瑞恩營救了被困船員，並將蒂姆·肖關進了冷凍睡眠艙中。

### 前後銜接
博士提及用塔迪斯牽引星球穿過宇宙是指在系列4的第13集《旅程終點》中第十任博士將地球重回正確位置。博士提到將斯利辛人變回一個蛋，第九任博士在系列1的第11集《核爆城市》曾目睹此事。

## 發行與反響
| 綜合得分         | 綜合得分 |
| 來源             | 評分     |
| ---------------- | -------- |
| 爛番茄（平均分） | 5.88     |
| 爛番茄（新鮮度） | 76%      |
| 評論得分         |          |
| 來源             | 評分     |
| 《娛樂周刊》     | B-       |
| 《每日鏡報》     | [ 4 ]    |
| 《紐約 (雜誌)》  | [ 5 ]    |
| 《廣播時報》     | [ 6 ]    |
| 《影音俱樂部》   | B-       |
| 《每日電訊報》   | [ 8 ]    |
| 《TV Fanatic》   | [ 9 ]    |

### 收視
《蘭斯庫·阿瓦·克羅斯之戰》在英國播出當晚收視人數為532萬，收視份額為26.4%，位列當晚收視第4位，整周的當晚收視率在所有頻道排名第21。總收視人數為665萬，一周排名第18，本集的欣賞指數為79分。

### 評價
本集在爛番茄網站上獲得了76%的新鮮度，平均得分5.88/10（17位劇評人）。

## 資料來源
1. ↑  Asher-Perrin, Emily. . www.Tor.com. 2018年12月12日  [2018年12月26日]. （原始内容存档于2018-12-15） （英语）.
2. 1 2 3  . 爛番茄.   [2018年12月26日]. （原始内容存档于2018-12-30） （美国英语）.
3. ↑  Coggan, Devan. . 娛樂周刊. 2018年12月9日  [2018年12月26日]. （原始内容存档于2021-02-24） （美国英语）.
4. ↑  Jackson, Daniel. . 每日鏡報. 2018年12月9日  [2018年12月26日]. （原始内容存档于2020-08-06） （英语）.
5. ↑  Ruediger, Ross. . 紐約 (雜誌). 2018年12月10日  [2018年12月26日]. （原始内容存档于2021-01-28） （美国英语）.
6. ↑  Mulkern, Patrick. . 廣播時報. 2018年12月9日  [2018年12月26日]. （原始内容存档于2018-12-10） （英语）.
7. ↑  Siede, Caroline. . 影音俱樂部. 2018年12月9日  [2018年12月26日]. （原始内容存档于2021-01-13） （英语）.
8. ↑  Saunders, Tristram Fane. . 每日電訊報. 2018年12月9日  [2018年12月26日]. （原始内容存档于2019-03-30） （英语）.
9. ↑  Keng, Diana. . TV Fanatic. 2018年12月10日  [2018年12月26日]. （原始内容存档于2020-10-26） （英语）.
10. ↑  Marcus. . Doctor Who News. 2018年12月10日  [2018年12月26日]. （原始内容存档于2018-12-10） （英语）.
11. ↑  Marcus. . Doctor Who News. 2018年12月17日  [2018年12月26日]. （原始内容存档于2018-12-18） （英语）.

## 外部連結
- "蘭斯庫·阿瓦·克羅斯之戰" 在 BBC《異世奇人》的主頁
- TARDIS Data Core上的相关条目： 《蘭斯庫·阿瓦·克羅斯之戰》
- 互联网电影数据库上蘭斯庫·阿瓦·克羅斯之戰的资料（英文）